# Gasanalyse
Een gasanalyse is de bepaling van de bestanddelen in een mengsel van gassen. De bepaling kan zowel kwalitatief als kwantitatief gebeuren. De klassieke chemische analyse berust op het principe dat men een afgemeten hoeveelheid van het gasmengsel achtereenvolgens perst door vaten waarin zich telkens een stof bevindt die een van de bestanddelen bindt (chemisch of fysisch). De volumevermindering na elke reactie is een maat voor de hoeveelheid van het betrokken gas.
Een belangrijke tak van de gasanalyse vormt de bepaling van de bestanddelen van de rookgassen van stookinstallaties en van de uitlaatgassen van verbrandingsmotoren.
Naast de genoemde klassieke chemische analyse zijn tal van fysische (spectroscopische) analysemethoden ontwikkeld, onder andere berustend op infraroodabsorptie (zowel selectieve als multicomponentenanalyse), gaschromatografie of massaspectrometrie. Deze methoden vereisen regelmatige ijking, maar verdienen vooral door hun snelheid en accuratesse de voorkeur boven de conventionele chemische methoden.